# Обрежа (Караш-Северин)
Обрежа (рум. Obreja) насеље је у Румунији у округу Караш-Северин у општини Обрежа. Oпштина се налази на надморској висини од 200 m.

## Прошлост
Аустријски царски ревизор Ерлер је 1774. године констатовао да место припада Бистичком округу, Карансебешког дистрикта. Становништво је претежно влашко.

## Становништво
Према подацима из 2002. године у насељу је живело 3249 становника.

### Попис2002.
| Расподела становништва по националности 2002.‍ | Расподела становништва по националности 2002.‍ | Расподела становништва по националности 2002.‍ | Расподела становништва по националности 2002.‍ | Расподела становништва по националности 2002.‍ |
| --------------------------------------------- | --------------------------------------------- | --------------------------------------------- | --------------------------------------------- | --------------------------------------------- |
|                                               |                                               |                                               |                                               |                                               |
| Румуни                                        | Румуни                                        |                                               | 3.171                                         | 97,6%                                         |
| Мађари                                        | Мађари                                        |                                               | 15                                            | 0,5%                                          |
| Роми                                          | Роми                                          |                                               | 50                                            | 1,5%                                          |
| Украјинци                                     | Украјинци                                     |                                               | 5                                             | 0,2%                                          |
| Немци                                         | Немци                                         |                                               | 7                                             | 0,2%                                          |

### Хронологија
| Година       | 1992 | 1993 | 1994 | 1995 | 1996 | 1997 | 1998 | 1999 | 2000 | 2001 | 2002 | 2003 | 2004 | 2005 | 2006 | 2007 | 2008 | 2009 | 2010 | 2011 | 2012 | 2013 | 2014 | 2015 | 2016 | 2017 |
| ------------ | ---- | ---- | ---- | ---- | ---- | ---- | ---- | ---- | ---- | ---- | ---- | ---- | ---- | ---- | ---- | ---- | ---- | ---- | ---- | ---- | ---- | ---- | ---- | ---- | ---- | ---- |
| Становништво | 3155 | 3135 | 3105 | 3040 | 3005 | 2978 | 2964 | 2926 | 2918 | 2925 | 2984 | 3053 | 3087 | 3117 | 3161 | 3227 | 3297 | 3333 | 3383 | 3396 | 3374 | 3394 | 3401 | 3401 | 3449 | 3463 |